# Wiatr mieszka w dzikich topolach
Wiatr mieszka w dzikich topolach – album studyjny polskiej piosenkarki Anny German wydany w 1971 roku.
LP ukazał się w 1971 nakładem wytwórni Polskie Nagrania „Muza” (XL 0741).

## Lista utworów
1. Wiatr mieszka w dzikich topolach (J. Ficowski – M. Sewen)
2. A my dla siebie  (W. Młynarski – P. Bojadżijew)
3. Trzeba się nam pośpieszyć (J. Miller – W. Piętowski)
4. Taka prawda nieprawdziwa (J. Ficowski – M. Sart)
5. Warszawa w różach (Z. Stawecki – R. Sielicki)
6. Cztery karty (J. Ficowski – A. German)
7. Kochaj mnie taką jaka jestem (J. Miller – L. Bogdanowicz)
8. Być leśną jagodą (J. Nagrabiecki – A. German)
9. Za siedmioma morzami (H. Stefanowska – A. German)
10. A może jednak pamiętasz (J. Sułkowski – W. Słowiński)
11. Tańcz dziewczyno (K. Berling – A. German)